# Hans-Joachim Kulenkampff

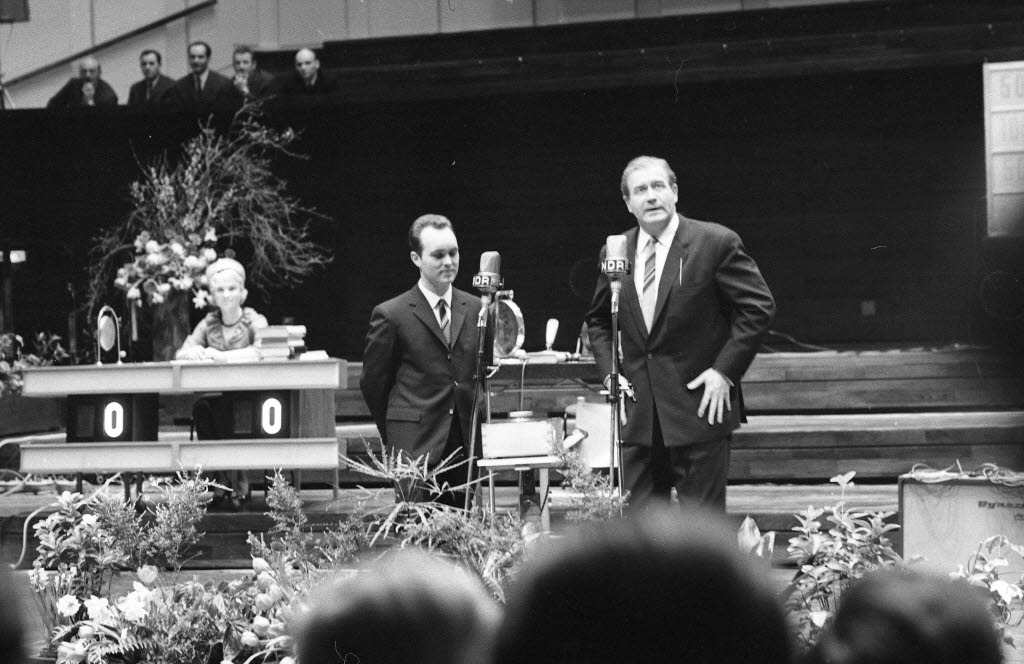
Kulenkampff, en 1966.

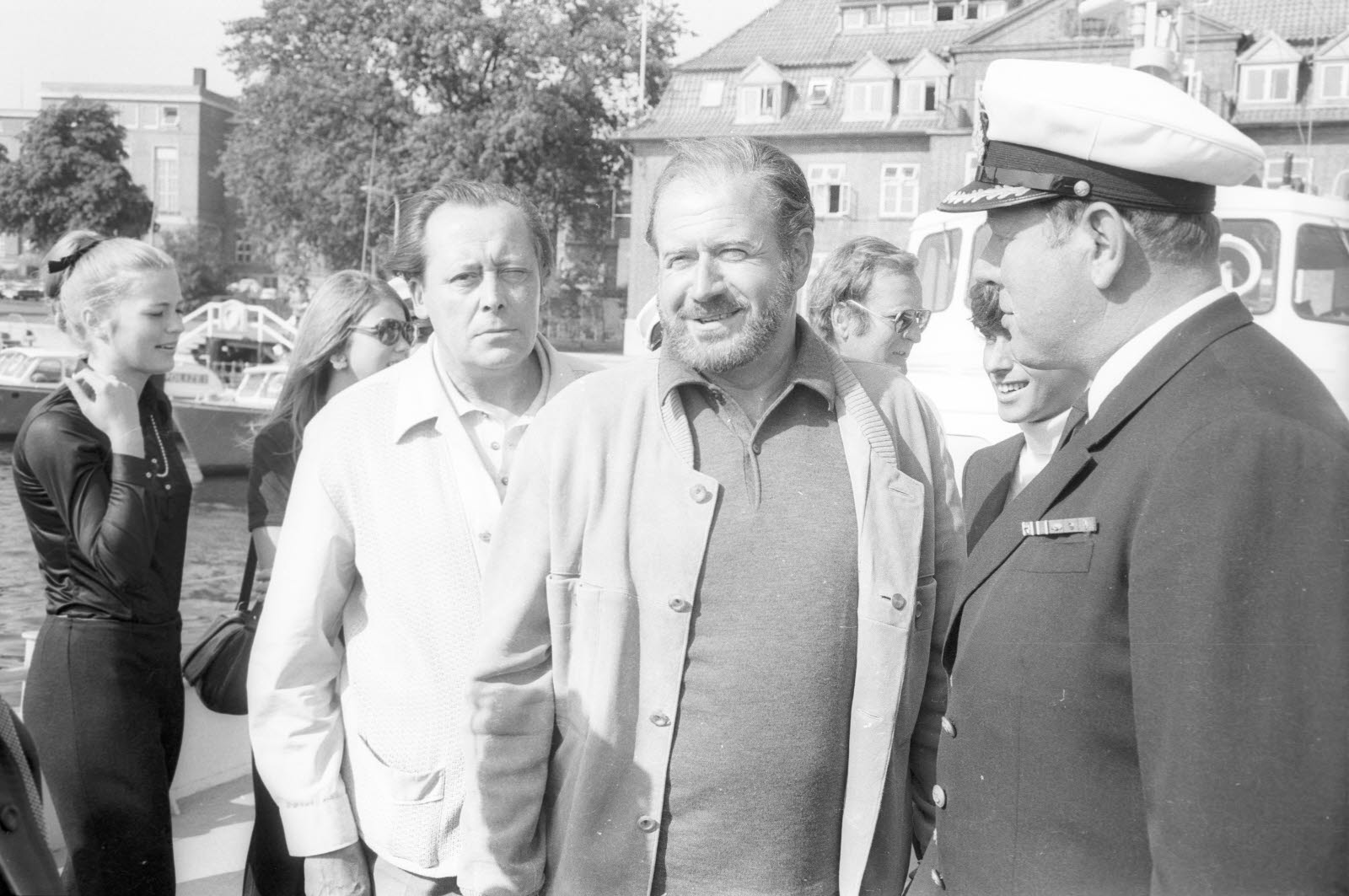
Kulenkampff (centro) en 1969.

Hans-Joachim Kulenkampff (27 de abril de 1921 - 14 de agosto de 1998) fue un actor y presentador televisivo de nacionalidad alemana.

## Biografía

### Carrera
Nacido en Bremen, Alemania, Kulenkampff era el segundo hijo de Friedrich Wilhelm Kulenkampff (1893–1964), un comerciante de Bremen, y su esposa, Else Kulenkampff (1895–1968), miembros de una antigua y conocida familia de esa ciudad. El abuelo materno de Kulenkampff era pianista y profesor de música. Un primo de su padre fue el famoso virtuoso de violín Georg Kulenkampff. Su hermano mayor, Helmut (1920–1977), fue profesor de anatomía del Hospital universitario del Sarre, en Hamburgo.
En 1939, tras obtener su título Abitur en el Hermann-Böse-Gymnasium de Bremen, estudió actuación en la escuela de arte dramático del Deutsches Theater de Berlín donde, entre otros, tuvo como maestra a Agnes Windeck. A partir de 1941 sirvió en la Wehrmacht, y luchó en el Frente Oriental durante la Segunda Guerra Mundial. Allí, entre otras traumáticas experiencias, sufrió la amputación de varios dedos de los pies por congelación. Su participación en la contienda era un tema del que raramente hablaba. Debutó como actor en 1943 en el Theater Bremen, actuando también en teatros de Austria y Suiza. Al final de la guerra hubo de volver al frente, esta vez en Berlín, siendo hecho prisionero por los británicos. A partir de 1947 actuó con regularidad en Fráncfort del Meno, en el actual Fritz Rémond Theater. Entre sus mayores logros como actor teatral figura el papel de General Harras en la obra Des Teufels General, de Carl Zuckmayer.
En 1950, Kulenkampff también empezó a trabajar como locutor de la Hessischer Rundfunk, participando en la emisión Frankfurter Wecker. En la feria Internationale Funkausstellung Berlin lanzó el 29 de agosto de 1953 su show Wer gegen wen?, convirtiéndose en una querida figura televisiva. En 1958 y 1961 Kulenkampff actuó junto a Heinz Erhardt en los filmes Immer die Radfahrer y Drei Mann in einem Boot. También obtuvo fama trabajando en los anuncios comerciales de la firma Stanwell. 
A partir del año 1964, Kulenkampff presentó en 43 ocasiones el concurso Einer wird gewinnen, el cual, a pesar de su gran éxito, finalizó sus emisiones en 1969. En años siguientes participó en diferentes programas televisivos, todos suspendidos prematuramente por falta de audiencia, figurando entre ellos Guten Abend, Nachbarn, Acht nach 8 y Feuerabend. En este último programa, adelantado a su tiempo pero sin suficientes espectadores, se sentaba con tres destacados invitados frente a una chimenea.
Debido a esos fracasos, la ARD decidió reponer Einer wird gewinnen a partir del 15 de septiembre de 1979, obteniendo un gran éxito. El programa cesó sus emisiones en 1987, supuestamente a causa de la edad de Kulenkampff. 
Finalmente, en 1993 Kulenkampff presentó de manera inesperada un espectáculo en la noche del sábado. Tras muchos años presentado por Wim Thoelke, Kulenkampff apareció en el show de ZDF Der Große Preis. Sin embargo, las expectativas de público no se cumplieron, por lo que Kulenkampff renunció tras seis programas, presentando posteriormente el show Carolin Reiber.
A partir de la primera temporada de Einer wird gewinnen, Kulenkampff hizo giras con el elenco a lo largo de 25 años. Entre 1985 y 1990 fue locutor en casi 2000 ocasiones del programa Nachtgedanken emitido por Das Erste. Desde 1990 a 1991 presentó el programa literario de RTL Television Kulis Buchclub. En 1997 subió al escenario por última vez para participar en la obra Mögliche Begegnungen, de Paul Barz, encarnando a Georg Friedrich Händel.

### Vida privada

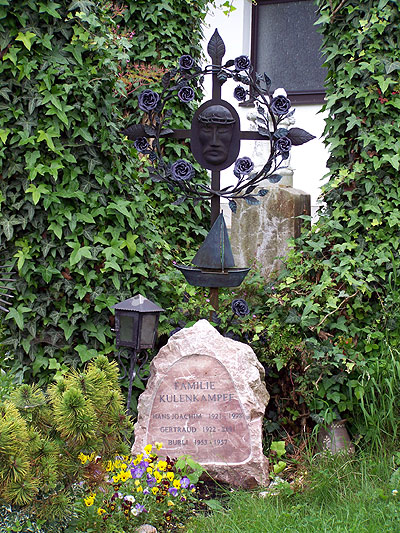
Tumba de la familia Kulenkampff

En 1946 Kulenkampff se casó con Gertraud (Traudl) Schwarz (1922–2001), que más adelante se hizo conocida como autora de libros infantiles. La pareja tuvo tres hijos: una niña, Merle (1949), y dos niños, Till (1953–1957) y Kai Joachim (1959). Till falleció en una grave accidente de tráfico en 1957, cuando viajaba con su madre. 
Su ciudad de adopción fue Seeham, en el Estado de Salzburgo (Austria). Él falleció allí en el año 1998 a causa de un cáncer. Fue enterrado en el Cementerio de Wallfahrtskirche Frauenstein.

## Filmografía (selección)
- 1956 : Bonjour Kathrin
- 1958 : Blätter im Winde (TV)
- 1958 : Immer die Radfahrer (también coguionista)
- 1959 : Immer die Mädchen
- 1959 : Kein Mann zum Heiraten
- 1960 : Sooo nicht, meine Herren!
- 1961 : Drei Mann in einem Boot
- 1969 : Dr. med. Fabian – Lachen ist die beste Medizin
- 1972 : Das Geheimnis der Mary Celeste (TV)
- 1974 : Käptn Senkstakes Abenteuer (TV)
- 1979 : Noch ’ne Oper (TV)
- 1985 : Ein Mann macht klar Schiff (serie TV, 10 episodios)
- 1988 : Starke Zeiten
- 1988 : Münchhausens letzte Liebe (TV)
- 1992/1993 : Die große Freiheit (serie TV, 8 episodios)

## Radio
- 1949 : Der Fall Axel Petersen, dirección de Günter Siebert, con Gillis van Rappard, Ludwig Hayn, Walter Jokisch, Traut Kutschka y Doris Hansen
- 1951 : Familie Hesselbach, episodio Der Weihnachtsgast, dirección de Karlheinz Schilling, con Wolf Schmidt, Lia Wöhr, Joost Siedhoff y Sofie Engelke
- 1966 : Rinaldo Rinaldini oder Der Räuberhauptmann, dirección de Friedhelm Ortmann, con Louise Martini, Klausjürgen Wussow, Hansjörg Felmy, Günther Neutze,  Peter Lieck y Nicole Heesters
- 1967 : Der Herr Ornifle, dirección de Hans Hausmann, con Urs Bihler, Otto Mächtlinger, Anne-Marie Blanc, Maria-Magdalena Thiesing y Gertrude von Bastineller

## Programas de televisión

### Concursos
- 1953–1956 : Wer gegen wen?
- 1956–1957 : Zwei auf einem Pferd
- 1957–1958 : Die glücklichen Vier
- 1958–1959 : Sieben auf einen Streich
- 1959–1960 : Quiz ohne Titel
- 1961 : Kleine Stadt – ganz groß
- 1964–1987 : Einer wird gewinnen
- 1971-1972 : Guten Abend, Nachbarn
- 1973 : Acht nach 8
- 1977 : Wie hätten Sie’s denn gern?
- 1993 : Der Große Preis
- 1997-1998 : Zwischen Gestern und Morgen

### Otros programas
- 1975-1976 : Feuerabend
- 1985-1990 : Nachtgedanken
- 1990-1991 : Kulis Buchclub

## Documentos televisivos
- Ein Abend für Hans-Joachim Kulenkampff – Der Kuli der Nation. Documento, Alemania 2008, 90 minutos, guion y dirección de Christian Breidert. Producido por NDR y Hessischen Rundfunk[5]
- Legenden – Hans-Joachim Kulenkampff. Retrato, Alemania 2011, 43 minutos. Film de Philipp Engel producido por Hessischen Rundfunk[6]
- Kulenkampffs Schuhe. Documentación, Alemania 2018, 92 minutos, guion y dirección de Regina Schilling. Producido por Südwestrundfunk.

## Premios

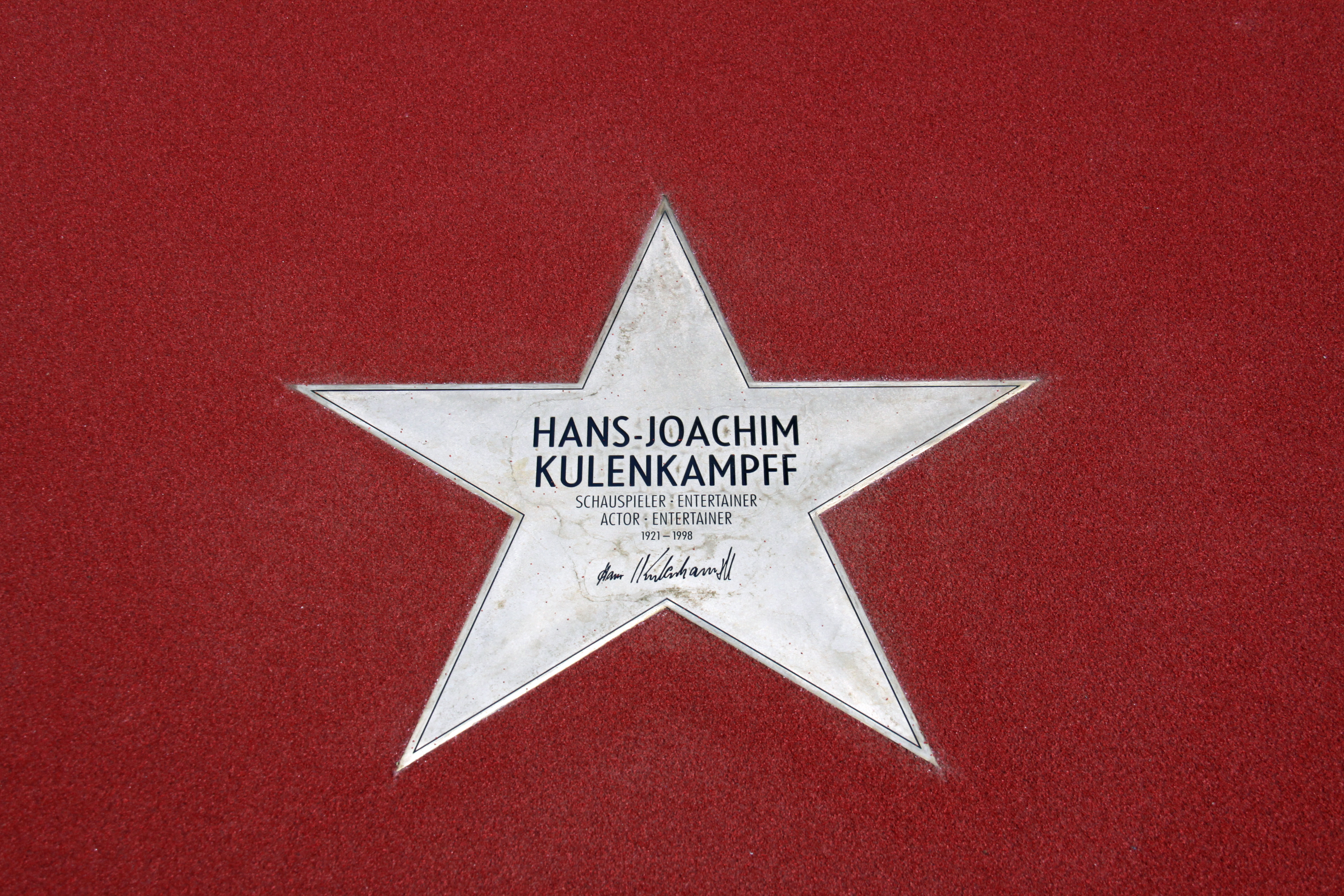
Estrella de Hans-Joachim Kulenkampff en el Boulevard der Stars de Berlín

- 1961 y 1966 : Premio Bravo Otto de plata por TV-Star männlich
- 1966 : Premio Verleihung der Goldenen Kamera a la estrella televisiva masculina más popular
- 1965 : Premio Krawattenmann des Jahres
- 1969 : Premio Bambi
- 1971 : Premio Fumador de Pipa del año
- 1980 : Premio Saure Gurke de consolación
- 1985 : Premio Adolf-Grimme honorífico
- 1987 : Premio Verleihung der Goldenen Kamera al mejor presentador
- 1987 : Premio Goldener Gong
- 1994 : Premio Romy
- ???? : Premio Goldener Bildschirm
- 2010 : Estrella en el Boulevard der Stars de Berlín